# Parafia wojskowa św. Jerzego w Łodzi
Parafia wojskowa św. Jerzego w Łodzi – parafia wojskowa w Łodzi. Należy do Dekanatu Wojsk Lądowych Ordynariatu Polowego Wojska Polskiego (do 6-12-2011 roku parafia należała do Śląskiego Dekanatu Wojskowego).
Parafia jest obsługiwana przez księży diecezjalnych. Została erygowana 1 sierpnia 1993. Mieści się przy ulicy św. Jerzego.

## Proboszczowie
- ks. ppłk Tomasz Krawczyk mianowany przez Biskupa Polowego Wiesława Lechowicza w dniu 17 czerwca 2022 roku[3][4]
- ks. mjr Maciej Kalinowski (2021–2022)[5]
- ks. kpt. Stanisław Pawłowski (2019–2021)[5]
- ks. ppłk Krzysztof Majsterek (2019)[5]
- ks. płk Grzegorz Krupski (2014–2019)[5]
- Ks. płk Mariusz Ślliwiński (2010–2014)[5]
- ks. kmdr por. Henryk Sofiński (2007–2011)[5]
- ks. mjr Marek Strzelecki (2004–2007)[5]
- ks. ppłk Dariusz Kowalski (2004–2004)[5]
- ks. płk Marek Pietrusiak (1999–2004)[5]
- ks. ppłk Stanisław Rospondek (1995–1999)[5]
- ks. ppłk Sławomir Matusiak (1991–1995)[5]
- ks. płk Józef Kubicki(1988–1991)[5]
- ks. płk. Zygmunt Gola[5]
- ks. ppłk. Zygmunt Potakiewicz[5]
- ks. płk Józef Klamecki[5]
- ks. płk Franciszek Kamiński (od 7 sierpnia 1968 r.)[5]